# Massís Armoricà
El Massís Armoricà és un massís muntanyós que cobreix una àmplia zona al nord-oest de França, inclosa la Bretanya, la part occidental de Normandia i el País del Loira. Està connectat a Dover al costat britànic del canal de la Mànega.
El seu nom prové de l’antiga Armòrica, una zona de la Gàl·lia entre els rius Loira i Sena.
El Massís Armoricà, és un massís muntanyós fortament aplanat per l'erosió i ocupa els departaments occidentals del Finisterre, Côtes-d'Armor, Morbihan i Ille-et-Vilaine i parts de la Mànega, Orne, Mayenne, Maine-et -Loire, Loire-Atlantique i Vendée (França). La regió té una superfície d'aproximadament 65.000 km² i està delimitada per la conca de París i el riu Sena al nord i per les terres baixes del Loira i els seus afluents al sud.
El cim més alt, el Mont des Avaloirs (Mayenne), té una altitud de 417 m sobre el nivell del mar. Els Monts d'Arrée, que cobreixen la Bretanya, ocupen la part occidental del Massís Armoricà.

## Geologia

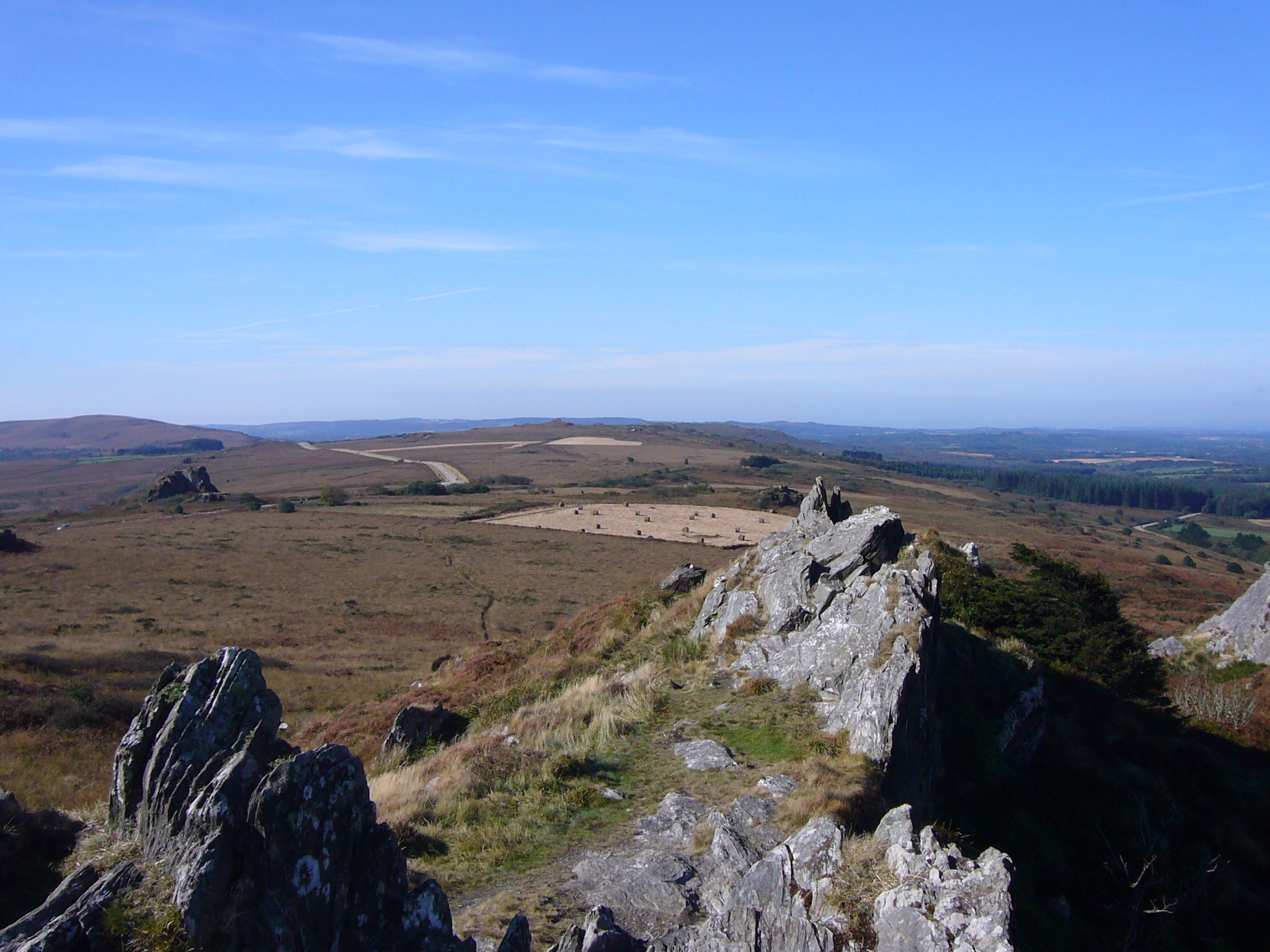
Vista sobre els Monts d'Arrée, Bretanya

Geològicament, el Massís Armoricà conté tots els tipus de formacions proterozoiques i paleozoiques que afloren a l'oest de França. Els límits o vores del massís estan formades per la coberta mesozoica de les conques de París i d’Aquitània. Ja dins de l'oceà, els límits del massís són constituïts per les formacions sedimentàries mesozenozoiques i cenozoiques del canal de la Mànega i nord del golf de Biscaia. La regió on hi ha el massís es va enlairar i la Serralada Cantàbrica i el Massís Armoricà eren una continuïtat sobre del golf de Biscaia.

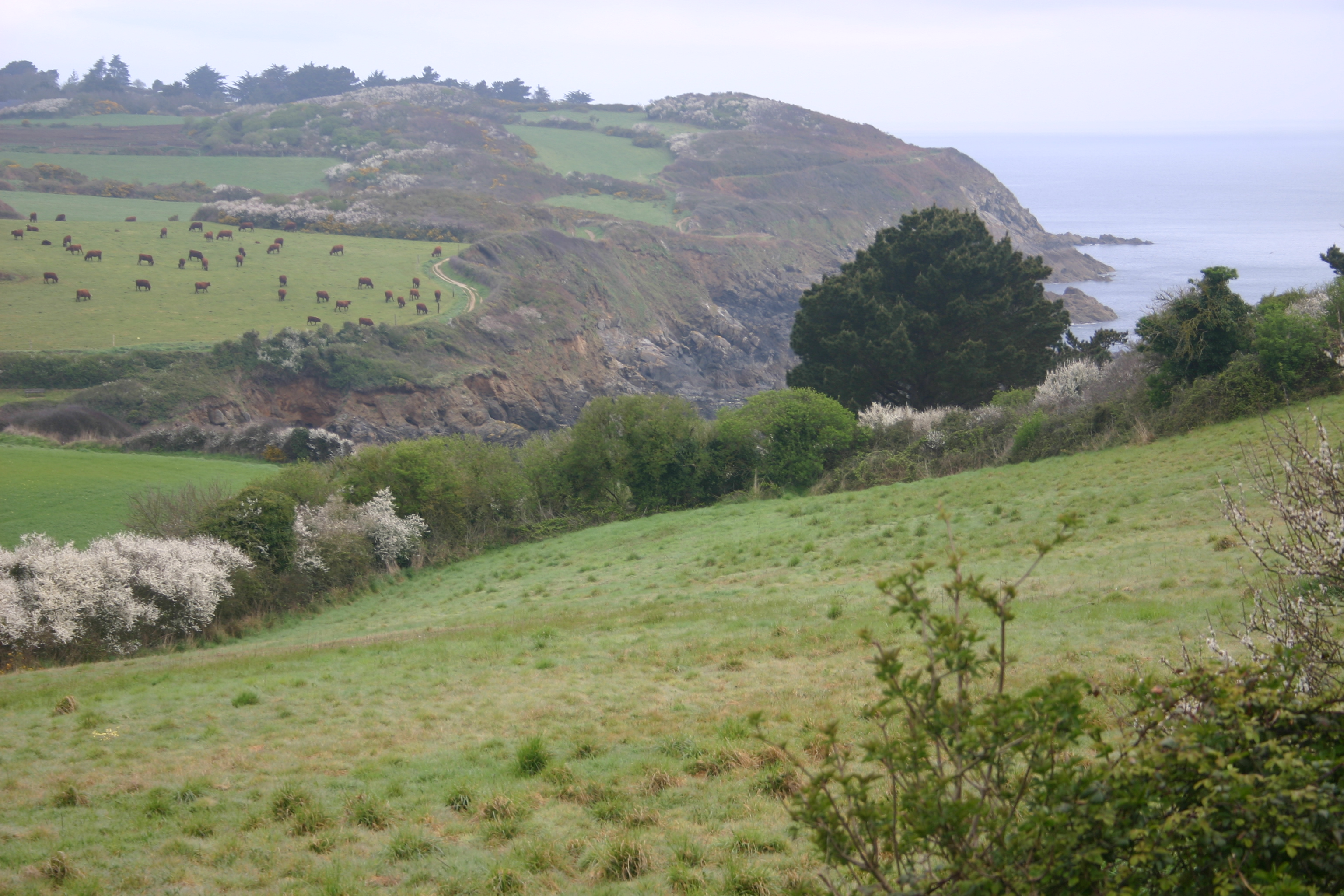
Costa de l'Atlàntic.Vallons de la crique a Saint-Marc, a prop de Saint-Nazaire, Bretanya

### Les roques
El massís està format per roques metamòrfiques i magmàtiques afectades durant l’orogènia herciniana o varisca i l’orogenia cadomiana, més anterior. Les roques dures que s'alçaven al massís, s'han erosionat fins al punt de conformar en l'actualitat una península gairebé plana. Pel que fa al rocam, hi ha un domini de l'esquist cristal·lí del període precambrià entrellaçat amb bandes de gneis.